# Bobby (film, 2006)
Pour les articles homonymes, voir Bobby.
Pour plus de détails, voir Fiche technique et Distribution.
Bobby est un film choral américain réalisé p

ar Emilio Estevez, sorti en 2006.

## Synopsis
Début juin 1968. La Californie s’apprête à désigner son candidat démocrate pour les prochaines élections présidentielles. Robert « Bobby » Kennedy, le frère de JFK, est le favori de beaucoup d'Américains. À l'hôtel Ambassador de Los Angeles, c'est l'effervescence. En effet, le sénateur Kennedy y est attendu dans la soirée pour un discours. Tout le personnel de l'hôtel se prépare pour cet événement, du directeur au simple cuisinier latino en passant par le chef de la sécurité ou la coiffeuse. De nombreux partisans et collaborateurs sont également présents.

## Fiche technique
- Titre : Bobby
- Réalisation : Emilio Estevez
- Scénario : Emilio Estevez
- Production : Edward Bass, Holly Wiersma et Michel Litvak
- Production exécutive : Daniel Grodnik, Anthony Hopkins et Gary Michael Walters
- Société de production : The Weinstein Company, Bold Films, Bobby et Holly Wiersma Productions
- Distribution : 
  -  États-Unis : Metro-Goldwyn-Mayer
  -  France : TFM Distribution
- Musique : Mark Isham
- Photographie : Michael Barrett
- Montage : Richard Chew
- Décors : Patti Podesta
- Costumes : Julie Weiss
- Direction artistique : Colin De Rouin
- Lieu de tournage : Californie (Los Angeles et Santa Clarita)
- Pays d'origine :  États-Unis
- Langue : anglais, espagnol
- Format : Couleurs - 2,35:1 - DTS / Dolby Digital / SDDS - 35 mm
- Genre : Drame et historique
- Durée : 120 minutes
- Budget : 14 millions $[1]
- Dates de sortie :
  - Festivals
    -  Mostra de Venise 2006 : 5 septembre 2006
    -  Festival du cinéma américain de Deauville : 8 septembre 2006
    -  Festival international du film de Toronto : 14 septembre 2006
    -  Festival du film de l'AFI : 1er novembre 2006

  - En salles
    -  États-Unis : 17 novembre 2006
    -  France : 24 janvier 2007
    -  Belgique,  Suisse romande : 24 février 2007

## Distribution
- Harry Belafonte (VF : Pascal Nzonzi ; VQ : Hubert Fielden) : Nelson, le vieux partenaire d'échecs - toujours battu - de Casey
- Joy Bryant (VQ : Catherine Proulx-Lemay) : Patricia, standardiste noire de l'Ambassador
- Nick Cannon (VF : Daniel Lobé ; VQ : Jean-François Beaupré) : Dwayne, jeune militant noir promis à avenir dans l'équipe de RFK
- Emilio Estevez (VQ : Louis-Philippe Dandenault) : Tim Fallon, le mari de la chanteuse Virginia Fallon
- Laurence Fishburne (VF : Jean-Michel Martial ; VQ : Jean-Marie Moncelet) : Edward Robinson, sous-chef des cuisines de l'Ambassador
- Brian Geraghty (VF : Bruno Forget ; VQ : Martin Watier) : Jimmy, jeune militant démocrate
- Heather Graham (VF : Anneliese Fromont ; VQ : Julie Beauchemin) : Angela, standardiste blonde de l'Ambassador et maîtresse du directeur
- Anthony Hopkins (VF : Bernard Dhéran ; VQ : Vincent Davy) : John Casey, ancien portier de l'Ambassador
- Helen Hunt (VF : Danièle Douet ; VQ : Natalie Hamel-Roy)  : Samantha, riche new-yorkaise, épouse de Jack
- Joshua Jackson (VF : Alexis Victor ; VQ : Patrice Dubois) : Wade, jeune responsable démocrate
- David Krumholtz : Agent Phil
- Ashton Kutcher (VF : ? ; VQ : Antoine Durand) : Fisher, baba cool fournisseur de LSD
- Shia LaBeouf (VF : Emmanuel Verite ; VQ : Hugolin Chevrette) : Cooper, jeune militant démocrate
- Lindsay Lohan (VF : Barbara Probst ; VQ : Kim Jalabert) : Diane, jeune militante prête à épouser William pour lui éviter la guerre du Viêt Nam
- William H. Macy (VF : François Chaix ; VQ : Hubert Gagnon) : Paul Ebbers, le directeur de l'Ambassador, anti-raciste sans compromis, mari volage
- Svetlana Metkina (VQ : Pascale Montreuil) : Lenka Janacek, jeune journaliste tchèque rêvant de « 5 minutes » d'interview de RFK
- Demi Moore (VF : Charlotte Valandrey ; VQ : Élise Bertrand) : Virginia Fallon, chanteuse vedette alcoolique
- Freddy Rodríguez (VF : Aurélien Icovic ; VQ : Philippe Martin) : José, jeune employé latino des cuisines et fan des Dodgers
- Martin Sheen (VF : Jean-Yves Chatelais ; VQ : Luis de Cespedes) : Jack, le  mari de Samantha
- Christian Slater (VF : Jonathan Cohen ; VQ : Pierre Auger) : Daryl Timmons, l'adjoint du directeur, renvoyé pour avoir refusé une pause pour voter aux employés noirs et latinos
- Sharon Stone (VF : Micky Sébastian ; VQ : Anne Dorval) : Miriam Ebbers, l'esthéticienne/coiffeuse de l'hôtel, épouse du directeur
- Jacob Vargas (VF : Manuel Ulloa ; VQ : Manuel Tadros) : Miguel, employé des cuisines, mexicain
- Mary Elizabeth Winstead (VQ : Geneviève Désilets) : Susan Taylor, la jeune serveuse
- Elijah Wood (VF : Alexandre Gillet ; VQ : Guillaume Champoux) : William, camarade d'école de Diane qu'il doit épouser pour échapper au Viêt Nam

Source et légende : Version française (VF) sur Doublagissimo et Version québécoise (VQ) sur Doublage Québec.

## Production

### Genèse du projet

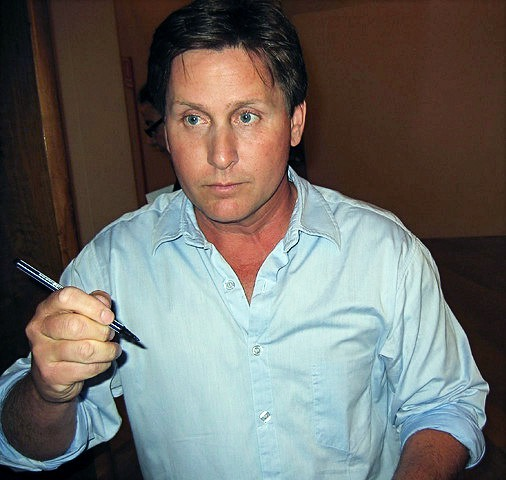
Le scénariste/réalisateur Emilio Estévez au Festival de Venise 2006, pour une présentation du film.

Le film est une idée de longue date d'Emilio Estévez. Lorsqu'il était enfant, il avait été très marqué par l'assassinat de Bobby Kennedy, car son père Martin Sheen en était un fervent admirateur. Il avait même visité l'Hôtel Ambassador où a eu lieu le meurtre. Des années plus tard, lors d'une séance photo dans ce même hôtel, Estévez se remémore toute cette période de sa vie et décide d'écrire un film. Il décide très tôt une approche différente des nombreux documentaires ou livres qui traitaient du même sujet. Il décide de se concentrer sur l’impact de cet assassinat sur la vie de personnes indirectement impliquées. En pleine « crise » dans sa carrière d'acteur, Emilio Estévez peine à développer son scénario, mais est poussé par des proches, notamment son frère Charlie Sheen. Il s'installe alors dans un petit hôtel. Il y rencontre une employée ayant vécu directement l'évènement car elle était à l'époque à l'hôtel pour soutenir Kennedy. Elle lui raconte qu'elle devait épouser un jeune homme pour qu'il ne parte pas faire la Guerre du Viêt Nam. Ce témoignage l'inspirera pour certains de ces personnages.
Le scénario est achevé une semaine avant les attentats du 11 septembre 2001. Après l'avoir mis de côté quelques mois, il le montre à ses proches, qui sont enthousiastes. Mais Emilio Estévez se heurte à certains préjugés.

« Le script était d'une ampleur inhabituelle, le résultat final se jouerait à la fois sur la qualité de l'interprétation et de la mise en scène. Or je n'avais jamais travaillé à une telle échelle, et l'on se demandait si je serais à la hauteur. »

— Emilio Estévez
Mais le réalisateur parvient à convaincre certains producteurs, des années après avoir débuté l'écriture du scénario.

### Casting
Au départ du projet, Anthony Hopkins et Demi Moore étaient déjà intéressés. Cette dernière a d'ailleurs été en couple avec Estévez au début des années 1980. Une fois le projet réellement lancé, Hopkins est le premier à signer, séduit par le scénario, mais également par le souvenir de cette période :

« J'étais au maquillage, dans un studio de Londres, lorsqu'on m'apprit son assassinat. Je me suis dit que le monde était devenu fou. En l'espace de quelques années, on avait tué JFK, Malcolm X, Martin Luther King, et maintenant Robert Kennedy. J'ai eu le sentiment que tout fichait le camp. C'était hélas vrai. »

— Anthony Hopkins
Après la signature d'Anthony Hopkins, de nombreux acteurs comme William H. Macy et Sharon Stone sont attirés par le projet. Ami de longue date d'Emilio Estévez, Laurence Fishburne est d'emblée séduit par le script et accepte sans hésiter. Emilio Estévez offre également un rôle à son père Martin Sheen, qui joue le mari de Helen Hunt.
Le chanteur-acteur Harry Belafonte avait collaboré avec Bobby Kennedy avant de jouer dans ce film.

« J'avais travaillé pour lui et l'avais côtoyé durant pas mal de temps. Cette nuit du 4 juin a changé à jamais le cours de l'Histoire, pas seulement pour notre pays, mais pour le monde entier. »

— Harry Belafonte

### Tournage
Emilio Estévez voulait tourner le film dans les lieux réels de l'assassinat, à savoir l'Hôtel Ambassador de Los Angeles. Mais en 2005, en raison de la vétusté des lieux, le bâtiment doit être totalement détruit. La production du film parvient cependant à obtenir une semaine pour filmer des plans du bâtiment, avant la destruction, et pour faire des croquis détaillés. La production achète ensuite aux enchères certains mobiliers et accessoires de l'hôtel pour le tournage en studio. La décoratrice Patti Podesta s'inspire également de films tournés à l'Ambassador, comme Le Lauréat sorti en 1967.

### Réception
À sa sortie, le film reçoit des critiques partagées, avec notamment 46 % sur Rotten Tomatoes et 54 % sur Metacritic.

## Bande originale
La bande originale a été composée par Mark Isham, dont le générique de fin "Never Gonna Break My Faith" écrit par Bryan Adams et interprété par Aretha Franklin, Mary J. Blige et la chorale the Boys Choir of Harlem. L'actrice Demi Moore reprend quant à elle le tube "Louie Louie" de Richard Berry. Le reste de la B.O. comprend principalement des chansons célèbres des années 60 de Stevie Wonder, Marvin Gaye, The Miracles ou encore Simon et Garfunkel
Liste des titres
1. Discours de RFK - A Generous And Compassionate Country[8]
2. Aretha Franklin & Mary J. Blige feat. Harlem Boys Choir : Never Gonna Break My Faith
3. Smokey Robinson & The Miracles : Tracks Of My Tears
4. The Supremes : Come See About Me
5. Shorty Long : Function At The Junction
6. Hugh Masekela : Grazing In The Grass
7. Stevie Wonder : I Was Made To Love Her
8. The Moody Blues : Tuesday Afternoon (Forever Afternoon)
9. Los Bravos : Black Is Black
10. Marvin Gaye : Ain't That Peculiar
11. Aretha Franklin : Baby, I Love You
12. Demi Moore : Louie Louie
13. Mark Isham : No One Left But Bobby
14. Simon & Garfunkel : The Sound of Silence
15. Mark Isham : The Mindless Menace Of Violence

## Distinctions
Source

### Récompenses
- Mostra de Venise 2006 : Biografilm Award pour Emilio Estevez
- Hollywood Film Festival 2006 : meilleure distribution de l'année pour l'ensemble des acteurs
- Phoenix Film Critics Society Awards 2006 : meilleur réalisateur pour Emilio Estevez

### Nominations
- Mostra de Venise 2006 : Lion d'or
- Camerimage 2006 : grenouille d'or pour Michael Barrett
- Golden Globes 2007 : meilleur film dramatique et meilleure chanson originale (Never Gonna Break My Faith)
- Screen Actors Guild Awards 2007 : meilleure distribution pour l'ensemble des acteurs
- ALMA Awards 2007 : meilleur réalisateur pour Emilio Estevez, meilleur film et meilleur scénario pour Emilio Estevez
- Critics Choice Awards 2007 : meilleure distribution pour l'ensemble des acteurs et meilleure chanson (Never Gonna Break My Faith)
- NAACP Image Award : meilleur second rôle pour Harry Belafonte
- Teen Choice Awards 2007 : meilleure actrice dans un film dramatique pour Lindsay Lohan (également nommée pour Mère-fille, mode d'emploi)
- Golden Reel Awards 2007 : meilleur montage musical pour Sally Boldt, Stephen Lotwis, Lisa Jaime et Lee Scott

## Box-office
| Pays                          | Box-office      | Nbre de sem. | Classement TLT | Date              |
| Box-office mondial            | 19 560 892 $    | -            | -              | au 25 mai 2007    |
| Box-office États-Unis/ Canada | 11 205 901 $    | 11           | 2 987e         | au 25 mai 2007    |
| Box-office France             | 119 105 entrées | 2            | -              | au 6 février 2007 |
| Box-office Paris              | 69 651 entrées  | 2            | -              | au 6 février 2007 |
| Box-office Suisse             | 7 806 entrées   | 3            | -              | au 6 février 2007 |